# Ceratogymna fistulator
Ceratogymna fistulator là một loài chim trong họ Bucerotidae.